# Кальюсте, Каупо
Каупо Кальюсте (эст. Kaupo Kaljuste; 15 декабря 1981 года, Таллин, Эстонская ССР, СССР) — эстонский хоккеист и тренер, защитник.

## Карьера
Воспитанник эстонского хоккея (играл и в финском молодёжном клубе "Нокиан Пюрю"). За свою карьеру поиграл на высшем уровне в чемпионатах Эстонии, Великобритании, Нидерландов, Белоруссии, Франции, Польши и Румынии. Завершил свою карьеру в норвежском клубе первого дивизиона "Конгсвингер". В 2019 году Кальюсте вошел в тренерский штаб юношеской сборной Эстонии до 18 лет.

## Сборная
С 2003 по 2012 годы Каупо Кальюсте вызывался в состав  сборной Эстонии по хоккею с шайбой. В ней он принимал участие в десяти чемпионатах мира в низших дивизионах, а также в двух отборочных турнирах на Олимпийские игры.

## Статистика
| Легенда | Легенда                    | Легенда | Легенда                   | Легенда | Легенда    |
| ------- | -------------------------- | ------- | ------------------------- | ------- | ---------- |
| И       | Количество проведённых игр | Штр     | Штрафное время            | +/−     | Плюс-минус |
| Г       | Голы                       | П       | Голевые передачи          | О       | Очки       |
| -       | Статистика неизвестна      | —       | Статистика не учитывалась |         |            |

.

## Достижения
- Чемпион Эстонии (2) : 2003/04, 2006/07.